# 신성여객 (부산)
신성여객자동차(新成旅客自動車)는 부산광역시 남구 우암로 58-1 (감만동)에 본사와 차고지를 둔 부산광역시의 시내버스 운송 업체이다. 주로 감만동이 종점인 노선을 보유하고 있으며 노선이 불편한 감만동 지역의 교통을 맡고 있다.

## 주요 연혁
- 1970년대: 대성여객에서 분리, 회사 설립

## 차고지
- 부산광역시 남구 우암로 58-1 (감만동) (본사: 전 노선 시종착 및 관리)

## 운행 노선
- ● 23번 : 감만동 ↔ 감만시장 ↔ 우암자유아파트 ↔ 남부중앙새마을금고 ↔ 문현교차로 ↔ 자성대 ↔ 범내골 ↔ 서면 ↔ 당감입구 ↔ 진양교차로 ↔ 화승삼성아파트 ↔ 당감4동 ↔ 용사촌입구 ↔ 선암사입구
- ● 26번 : 감만동 ↔ 감만시장 ↔ 우암자유아파트 ↔ 남부중앙새마을금고 ↔ 문현교차로 ↔ 자성대 ↔ 부산진역 ↔ 초량역 ↔ 부산역 ↔ 중앙동 ↔ 남포동 ↔ 충무동교차로 ↔ 공동어시장 ↔ 송도아랫길 ↔ 암남동주민센터 ↔ 송도 해수욕장 ↔ 송도혜성아파트(종점)

## 보유 차량

#### 현대자동차
- 현대 뉴 슈퍼 에어로시티
- 현대 저상 뉴 슈퍼 에어로시티

## 갤러리

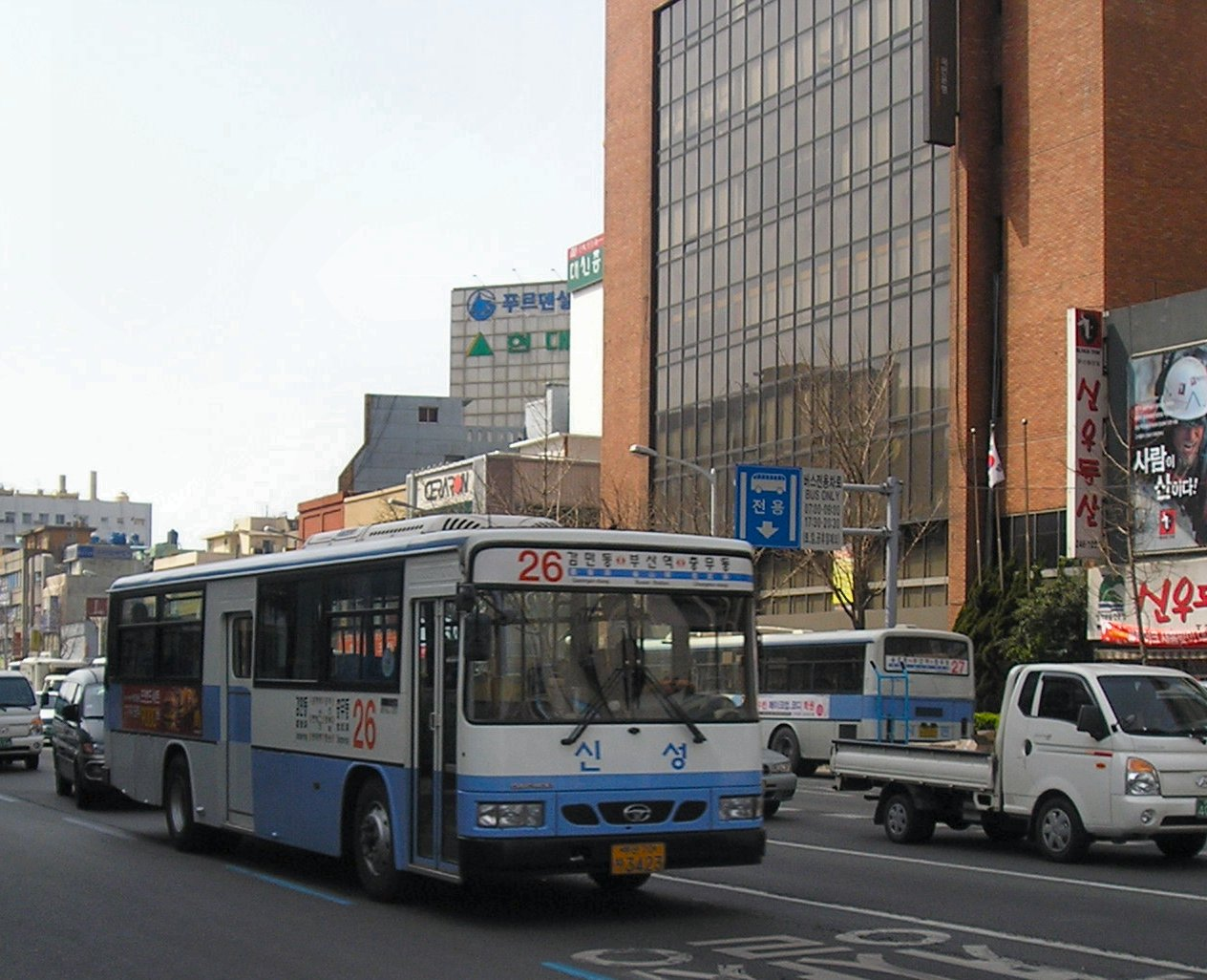
부산시내버스 26번 (대차 전, 송도 연장 전)
신성여객 본사 차고지